# Oumar Sané
Pour les articles homonymes, voir Sané.
Oumar Sané est un footballeur sénégalais né le 31 août 1975 à Bignona. Il évolue au poste de milieu de terrain.

## Palmarès
- 3 sélections en équipe du Sénégal
- Champion de Tunisie en 2002 et 2003 avec l'Espérance de Tunis